# Posedarje
Posedarje es un municipio de Croacia en el condado de Zadar.

## Geografía
Se encuentra a una altitud de 9 m s. n. m. a 267 km de la capital nacional, Zagreb.

## Demografía
En el censo 2011 el total de población del municipio fue de 3607 habitantes, distribuidos en las siguientes localidades:
- Grgurice - 142
- Islam Latinski - 284
- Podgradina - 684
- Posedarje - 1 358
- Slivnica - 834
- Vinjerac - 189
- Ždrilo - 116

| Gráfica de población de 1857-2011                                   |
|                                                                     |
| Según los censos de población de la oficina estadística de Croacia. |